# Младолатыши
Младолатыши (латыш. jaunlatvieši) — латышское национальное либеральное движение, появившееся в 1850-х годах в Российской империи. Первоначально термин использовался в унизительном значении балтийскими немцами, отзывающимися на политически-литературное движение «Молодая Германия».

## Идеология
Младолатыши выступали против попыток ассимилировать латышское население немцами, они требовали для латышей равных прав с другими народами, призывали латышей развивать современное сельское хозяйство и собственную промышленность, стремиться к экономической независимости. Младолатыши были против остатков крепостничества и засилья немецкого дворянства. 
Движение способствовало становлению национального самосознания латышского народа, внесло вклад в развитие латышского литературного языка и культуры, в создание национальной литературы. Основными идеологами движения были публицисты Кришьянис Валдемарс, Каспарс Биезбардис, писатель и фольклорист Кришьянис Барон, поэт Юрис Алунанс, автор гимна Латвии Карлис Бауманис и другие.
В Дерптском университете, на литературных вечерах в 1870-х годах, младолатыши решили «обзавестись» своей символикой. Участник «вечеров» историк Янис Гринбергс (встречается — студент Екабс Лаутенбахс-Юсминьш) обнаружил в Рифмованной хронике, описывающей события 1279 года, что у одного из латгальских племён было красное знамя, разделённое белой полосой. Поскольку описания других знамён древних племён не были обнаружены, то участники «вечеров» приняли красно-белое-красное сочетание в качестве своего символа.
Движение просуществовало до 1880-х годов. Считается первым «латышским народным пробуждением».

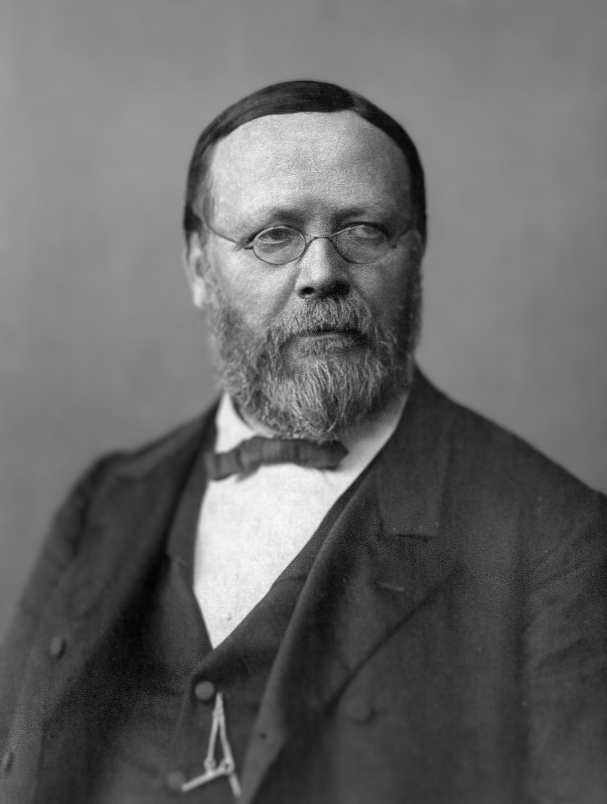
Кришьянис Валдемарс
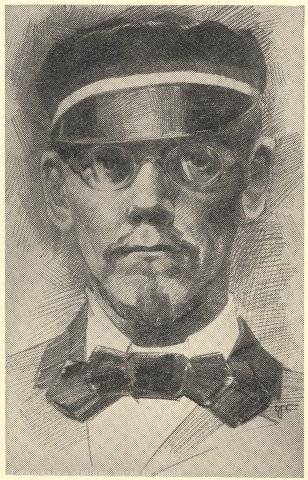
Юрис Алунан
Кришьянис Барон
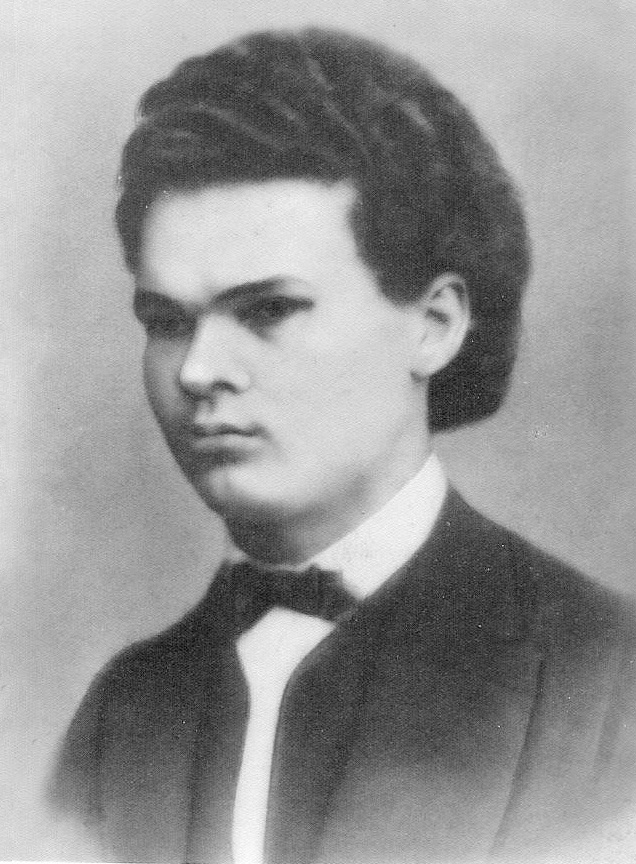
Аусеклис
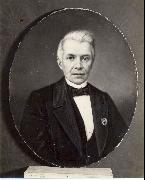
Каспар Безбардис